# Jean François Ricord
Pour les articles homonymes, voir Ricord.
Jean François Ricord (1759 à Grasse - 1818 à Paris) est un révolutionnaire français ancien notaire royal en 1784, et avocat du barreau d'Aix. En janvier 1793 il vote la mort du Roi Louis XVI.

## Biographie
Au début de la Révolution française, Jean-François Ricord, alors pénitent blanc à Grasse, fonde le club de La Figuière, rival du club des Amis de la Constitution, fondé par Jean-Joseph Mougins de Roquefort.  
En septembre 1791, la France devient une monarchie constitutionnelle en application de la constitution du 3 septembre. Le régime prend fin à l'issue de la journée du 10 août 1792 : les bataillons de fédérés bretons et marseillais et les insurgés des faubourgs de Paris prennent le palais des Tuileries. Louis XVI est destitué et incarcéré à la tour du Temple avec sa famille. 
En septembre 1792, Jean-François Ricord, alors maire de la ville de Grasse, est élu député du département du Var, le deuxième sur huit, à la Convention nationale.  
Il siège sur les bancs de la Montagne. Lors du procès de Louis XVI, il vote la mort et rejette l'appel au peuple et le sursis à l'exécution. En avril 1793, il vote contre la mise en accusation de Jean-Paul Marat : « bien loin de mériter le décret d'accusation, [il] mérite une couronne civique pour avoir eu le courage de dénoncer les traîtres à la patrie ». En mai, il vote contre le rétablissement de la Commission des Douze.  
En juillet 1793, Jean François Ricord est envoyé en mission, aux côtés d'Augustin de Robespierre à partir de brumaire an II (d'octobre 1793), auprès de l'armée d'Italie où il côtoie Napoléon Bonaparte, alors capitaine d'artillerie. Il appuya, tout comme son beau-frère Antoine Bérard (révolutionnaire et marchand parfumeur de Grasse, qui fut le premier président de la première municipalité cantonale de Grasse en 1795) la publication de son pamphlet Le Souper de Beaucaire, et est chargé de la répression de l'insurrection fédéraliste dans le Midi.  En 1794 il est commissaire de la Convention avec Augustin Robespierre à l'armée d'Italie. 

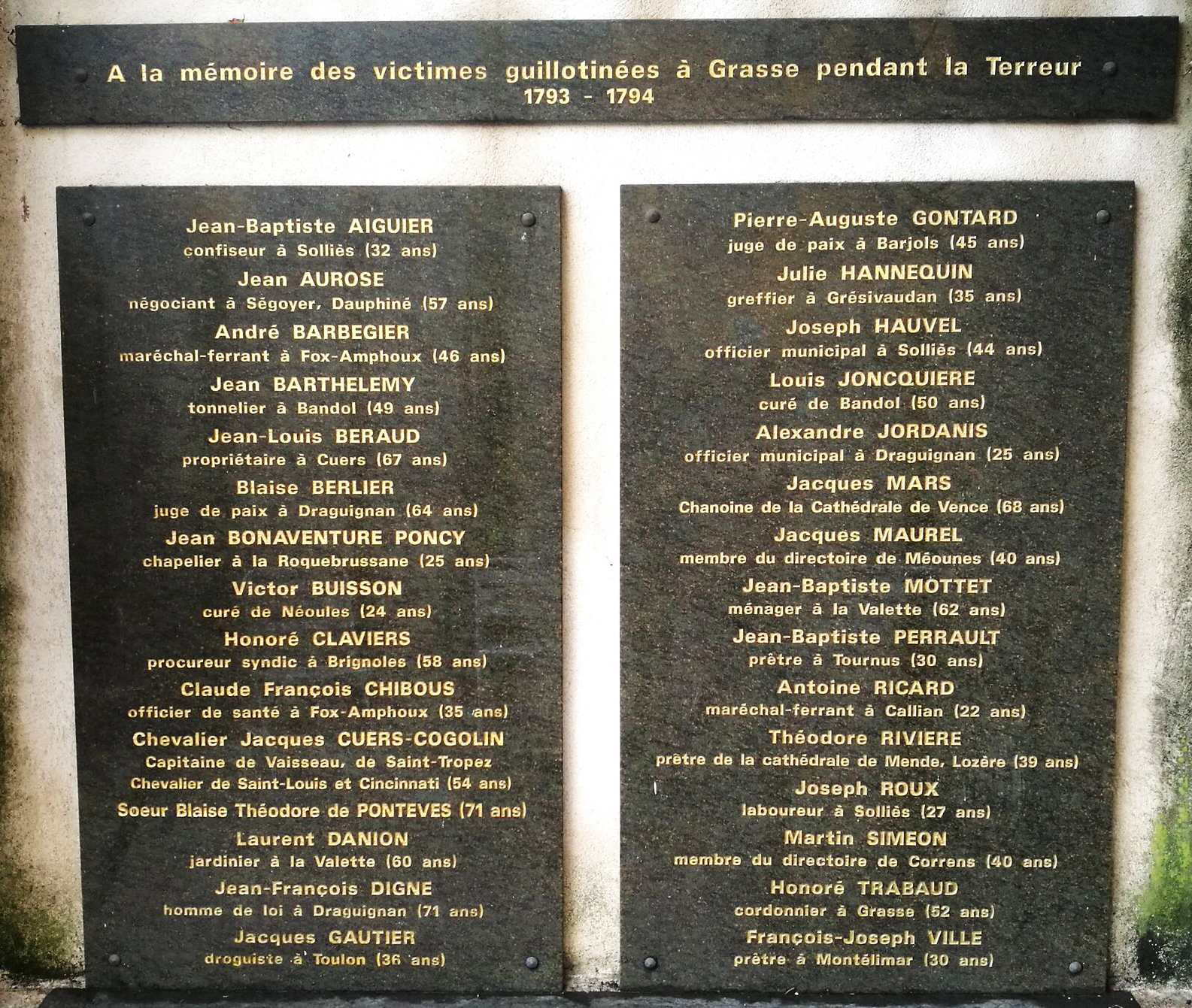
Plaque commémorative en souvenirs des martyres de la Terreur à Grasse

L’insurrection toulonnaise motiva le transfert de l’administration départementale du Var à Grasse ou il fait destituer son successeur à la mairie Honoré-Marie Court « ci devant seigneur d'Esclapon et Séranon » considéré comme modéré et qui était parvenue à se maintenir jusqu'alors avec l'équipe libérale comprenant Courmes, Mercurin, Pugnaire, Levans, Bain et Bonnafous. Ricord maire de Grasse en 1792 signe l'acte du 8 septembre 1793 avec Barras, Fréron et Robespierre jeune établissant la création du Tribunal révolutionnaire installé dans la ville de Grasse, aussitôt des prisons s’improvisèrent de toutes parts. La guillotine fut envoyée à Grasse le 4 décembre et montée sur la place dite du Clavecin. 30 personnes sont guillotiné pendant cette période de la Terreur entre 1793 et 1794 : Des victimes modestes : maréchal-ferrand, tonnelier, jardinier, ménager, laboureur, cordonnier et aussi une sœur de la famille des Pontevès, un propriétaire, un juge de paix, plusieurs officiers municipaux et deux prêtres. Une plaque commémorative en souvenirs de ces martyrs de la Terreur à Grasse est située dans le jardin du musée international de la parfumerie.
Après la chute de Robespierre il est dénoncé par Cambon le 24 aout 1794 pour avoir réquisitionné de l'huile destinée à la ville de  Gênes, il n'est pas poursuivi. Il est ensuite décrété d'accusation pour avoir soutenu l'insurrection du 1er prairial an III (20 mai 1795) mais bénéficie de l'amnistie qui marque la séparation de la Convention. Compris dans la conjuration des Égaux il comparait avec Gracchus Babeuf et ses partisans, et est acquitté par la Haute-Cour.  Sous le Consulat et le Premier Empire son passé jacobin le fit considérer comme suspect par la police de Napoléon et il fut mis sous surveillance. En 1815 pendant les Cent-jours Napoléon le fit nommer commissaire général de la Police de Bayonne fonction qu'il n'occupa que quelques mois. Sous la Restauration, il est compris dans la loi contre les régicides et est exilé en Belgique, il meurt le 21 février 1818 à Paris.

## Hommage
Le 19 décembre 2023, jour anniversaire de la reconquête de Toulon par les troupes de la Convention, la commune de Grasse a rendu hommage au conventionnel Jean-François Ricord en inaugurant une plaque commémorative sur la façade de la maison où il a vécu, 9 rue de l’Oratoire,